# Carl Frederik Bricka
Carl Frederik Bricka (født 10. juli 1845 – død 23. august 1903) var en dansk forfatter, historiker og rigsarkivar, som er mest kendt for udgivelsen af Dansk Biografisk Leksikon.
Bricka blev student fra Metropolitanskolen, forsvarede 1870 magistergraden fra Københavns Universitet og blev 1871 assistent ved det Kongelige Bibliotek.
Fra 1879 var han redaktør af Historisk Tidsskrift indtil han i 1897 efterfulgte A.D. Jørgensen som rigsarkivar.
Fra 1901 var han formand for Samfundet for dansk-norsk genealogi og Personalhistorie.

## Personlige forhold
C.F. Bricka var søn af læge høren Frederik Vilhelm Theodor Bricka og lillebror til adjunkt Georg Bricka (1842-1901). 2 år gammel mistede han sin mor, men fik en kærlig opdragelse af sin stedmor.
Gift 1884 med Laura Georgine Vogel Jørgensen (1847-1917) og bosat Bülowsvej 44 på Frederiksberg.
Begravet på Frederiksberg Kirkegård.